# 広島県立広島特別支援学校
広島県立広島特別支援学校（ひろしまけんりつ ひろしまとくべつしえんがっこう）は、広島県広島市安佐北区にある県立特別支援学校。肢体不自由者を対象とした学校だが、平成28年度より知的障害者の課程を設置したため、併置校となっている。

## 学部
- 小学部
- 中学部
- 高等部

## 沿革
- 1963年（昭和38年）4月 - 広島県養護学校を設置。
- 1963年（昭和38年）6月 - 新校舎に移転。
- 1966年（昭和41年）3月 - プール竣工。
- 1968年（昭和43年）4月 - 広島県広島養護学校に名称変更。
- 1968年（昭和43年）10月 - 広島県立広島養護学校に名称変更。
- 1981年（昭和56年）3月 - 現在地に移転新築。
- 2007年（平成19年）4月1日 - 校名を「広島県立広島養護学校」から「広島県立広島特別支援学校」に変更。
- 2016年（平成28年）4月1日 - 知的障害者の課程を設置し、肢体不自由者と知的障害者の併置校化。